# مشطي الفقار
مُشطي الفَقار (الاسم العلمي:†Ctenospondylus) هو جنس منقرض من الحيوانات شبيهة الزواحف يتبع فصيلة السفنكدونات من البليكوصوريات الحقيقية.